# Кузбасская государственная педагогическая академия
Кузбасская государственная педагогическая академия — высшее учебное заведение юга Кемеровской области, готовившее педагогические кадры в основном для этого региона, а по некоторым специальностям - для всего Кузбасса. С 2014 года входит в состав Кузбасского Гуманитарно-Педагогического Института   Кемеровского государственного университета(Бывш. НФИ КемГУ, переименован в 2021 году).

## История
Сталинский учительский институт был создан в 1939 году для подготовки учителей . Потом в 1944 был создан Сталинский педагогический институт для подготовки учителей среднего и старшего звена. 
C 1954 Сталинский государственный педагогический институт. С 1961 Новокузнецкий государственный педагогический институт. С 1997 Кузбасская государственная педагогическая академия.
На 10 факультетах академии готовились учителя с высшим образованием по 13 основным и 10 дополнительным специальностям. С 1995 года по ходатайству департамента образования области в академии возобновлена подготовка учителей истории, лицензирована и начата подготовка учителей информатики, предпринимательства. С 1999 года осуществлялась подготовка по специальности «Педагогика и психология». Велась подготовка преподавателей шорского языка и литературы с 1993 года.

## Факультеты по состоянию на 2013 год.
- Физико-математический и технолого-экономический (объединён физмат и ТЭФ)
- Иностранных языков
- Естественно-географический
- Историко-филологический факультет (объединён истфак и филфак)
- Физической культуры
- Технолого-экономический
- Дошкольной и коррекционной педагогики и психологии
- Педагогики и методики начального обучения
- Психологии образования (бывш. Педагогики и психологии) (ликвидирован)

### Кафедры
- Кафедра математики и методики обучения математике
- Кафедра физики и методики преподавания физики
- Кафедра теории и методики преподавания информатики
- Кафедра экономики и социального управления
- Кафедра технологического обучения и автоматизации производственных процессов
- Кафедра профессионального обучения, экономики и общетехнических дисциплин
- Кафедра русского языка и литературы
- Кафедра теории и методики обучения русскому языку и литературе
- Кафедра английского языка и методики преподавания
- Кафедра теории и методики преподавания романо-германских языков
- Кафедра биологии и методики преподавания биологии
- Кафедра географии, геологии и методики преподавания географии
- Кафедра теории и методики спортивных дисциплин
- Кафедра теоретических и психолого-физиологических основ физической культуры
- Кафедра физической культуры и спорта
- Кафедра всеобщей истории, философии и социальных наук
- Кафедра отечественной истории и методики преподавания истории
- Кафедра психологии
- Кафедра теории и методики начального образования
- Кафедра педагогики начального образования
- Кафедра художественного образования, педагогики и психологии развития личности
- Кафедра общей и дошкольной педагогики и психологии
- Кафедра специальной педагогики, психологии и теоретических основ обучения
- Кафедра педагогики
- Кафедра основ медицинских знаний и экологии

#### Кафедры по состоянию на сентябрь 2017
- Математики, физики и методики обучения (МФиМО)
- Теории и методики преподавания информатики (ТиМПИ)
- Кафедра профессионального обучения, экономики и общетехнических дисциплин (профессионального обучения, экономики и ОТД)
- Кафедра английского языка и методики преподавания (английского языка и МП)
- Кафедра теории и методики преподавания романо-германских языков
- Кафедра педагогики
- Кафедра Естественнонаучных дисциплин и методики преподавания (ЕНДиМП)
- Кафедра Географии, геологии и методики преподавания географии (ГГиМПГ)
- Кафедра теории и методики спортивных дисциплин (ТиМСД)
- Кафедра физической культуры и спорта (ФК)
- Кафедра истории, обществознания и методики обучения (ИОиМО)
- Кафедра русского языка, литературы и методики обучения (РЯЛиМО)
- Кафедра теоретических основ и методики начального образования (ТОиМНО)
- Кафедра педагогических технологий начального образования и психологии развития ребёнка (ПТНОиПРР)
- Кафедра общей и дошкольной педагогики и психологии (ОиДПиП)
- Кафедра специальной педагогики, психологии и теоретических основ обучения (СППиТОО)
- Кафедра психологии

## Филиалы
КузГПА имела филиалы в городах Ленинск-Кузнецкий и Кемерово 

## Специальности
- Педагогическое образование (География; География и Биология; Биология; Биология и Химия; Иностранный язык; История и Обществознание; Физика и Информатика; Информатика и Английский язык; Математика и Информатика; Информатика; Математика; Начальное образование; Начальное образование и иностранный язык; Музыка; Технология; Физическая культура; Русский язык и литература; Родной язык и литература; Русский язык).
- Профессиональное обучение (по отраслям Транспорт, Экономика и управление).
- Психолого-педагогическое образование (Психология и педагогика дошкольного образования; Психология образования).
- Специальное (дефектологическое) образование (Дошкольная дефектология; Логопедия; Олигофренопедагогика; Сурдопедагогика).
- Лингвистика (Перевод и переводоведение).
- Прикладная информатика.

## Ректоры
- Ковалёв, Михаил Карпович (1939-1941);
- Макаренков, Макар Ефимович (1941-1943);
- Пышненко, Иван Анатольевич (1944-1950);
- Чистяков, Николай Николаевич (1950-1963);
- Родионов, Сергей Иванович (1963-1967);
- Яворский, Рэм Леонидович (1967—1983);
- Копеин, Валентин Ксенофонтович (1983-1989)
- Редлих, Сергей Михайлович (с 1990 по 16 марта 2014).

## Наука

### Диссертационный совет
до 2014 работал диссертационный совет
- Д 212.226.01
  - 13.00.08 — теория и методика профессионального образования (педагогические науки)
  - 13.00.01 — общая педагогика, история педагогики и образования (педагогические науки)

За 10 лет в диссертационных советах защищено более 100 диссертаций 

### Конференции
- Международная научно-практическая конференция «Технологическое обучение школьников и профессиональное образование в России и за рубежом».
- Международная научно-практическая конференция «Теория и практика педагогической науки в современном мире: традиции, проблемы, инновации».
- Международная конференция «Здоровый образ жизни и профилактика заболеваний у молодёжи».
- Международная научная конференция «VII Чтения, посвящённые памяти Р.Л. Яворского»/
- Международная научно-практическая конференция "Коммуникативное образование в России: история и современность" (15 апреля 2010г.)

## Присоединение к КемГУ
В 2012 был издан список неэффективных ВУЗов Министерства образования РФ. В числе таковых была и КузГПА.
4 марта состоялось заседание в Министерстве образования.

«Вузы схожи по профилям подготовки: в каждом из них готовят гуманитариев и педагогов. Сейчас мы разрабатываем план мер по реорганизации, а фактическое слияние произойдёт не раньше следующего учебного года. Более того, набор студентов в текущем году вузы будут вести отдельно, — сообщил „Газете Кемерова“ начальник областного департамента образования и науки Артур Чепкасов. — Основная задача, которая перед нами стоит, — сохранение педагогического штата и студентов КузГПА. Последние будут получать диплом КемГУ, таким образом, статус документа повысится. Единственный минус, который мы видим, состоит в том, что названия „Кузбасская государственная педагогическая академия“ больше не будет, а помещения, студенты и педагоги по-прежнему останутся за вузом».— http://gazeta.a42.ru/lenta/show/kuzgpa-voydet-v-sostav-kemgu.html КузГПА войдёт в состав КемГУ
Приказ о реорганизации был подписан 28 августа 2013 года 
29 августа 2013 директором филиала КемГУ на новый срок был назначен Гершгорин, Владимир Семёнович, а 15 марта 2014 КузГПА официально стала частью НФИ КемГУ в качестве Центра педагогического образования, руководителем которого был назначен Можаров Максим Сергеевич.

### Объединение факультетов
С 1 сентября 2018 количество факультетов НФИ КемГУ сокращается до 5 :  Факультет филологии,  Факультет истории и права, Факультет психологии и педагогики,Факультет информатики, математики и экономики ,Факультет физической культуры, естествознания и природопользования

## Интересные факты
В Кузнецком Алатау есть перевал "НГПИ"